# (20355) Saraclark
(20355) Saraclark (1998 HD146) – planetoida z pasa głównego asteroid okrążająca Słońce w ciągu 3,49 lat w średniej odległości 2,3 j.a. Odkryta 21 kwietnia 1998 roku.